# SELEX Galileo
SELEX Galileo war ein Rüstungs- und Elektronikunternehmen des italienischen Finmeccanica-Konzerns mit Sitz in Rom und Basildon. Die Firma entstand zwischen 2005 und 2009 durch die Fusion von etlichen britischen und italienischen Unternehmen, die zum Teil auf eine über einhundertjährige Geschichte zurückblicken konnten. Am 1. Januar 2013 ging SELEX Galileo mit SELEX Sistemi Integrati und SELEX Elsag in Selex Electronic Systems oder kurz Selex ES auf, letzteres am 1. Januar 2016 dann in Leonardo-Finmeccanica.

## Geschäftsfelder
SELEX Galileo stellte hauptsächlich Avionik- und Radargeräte für Flugzeuge her. Dazu kamen unbemannte Luftfahrzeuge (Falco) und verschiedene elektronische Systeme für militärische und polizeiliche Zwecke. Das Unternehmen beschäftigte in Italien, im Vereinigten Königreich und in den Vereinigten Staaten rund 7.000 Mitarbeiter. 2008 belief sich der Umsatz auf 1,645 Mrd. Euro.

## Geschichte
Der italienische Anteil des Unternehmens geht vor allem zurück auf die 1864 gegründeten Officine Galileo. Diese Firma aus Florenz baute unter anderem Feuerleitanlagen. Im Jahr 2000 entstand das Unternehmen Galileo Avionica S.p.A. durch die Fusion von Officine Galileo und mehreren anderen Unternehmen. Dazu gehörten die 1941 gegründete FIAR (Fabbrica Italiana Apparecchiature Radioelettriche), die seit den 1960er Jahren in Mailand Radargeräte für Flugzeuge produzierte (vor allem die Grifo-Reihe), sowie Meteor (Mirach 100), Aleco, Tecnospazio, Cetev und Teile von Alenia. Galileo Avionica wurde ein Finmeccanica-Unternehmen.
Auf britischer Seite geht die Geschichte von SELEX Galileo zurück auf das 1897 von Guglielmo Marconi gegründete Fernmeldeunternehmen Marconi Company, das 1946 von English Electric, und dieses dann 1968 von der General Electric Company übernommen wurde. Die Unternehmensteile von GEC, die sich mit Militärtechnik befassten, erhielten den Namen Marconi (GEC-Marconi, davor verschiedene andere Namenskombinationen mit „Marconi“). Das Unternehmen übernahm 1990 einen Teil der Ferranti-Defense-Division in Crewe Toll (Edinburgh). 1998 fusionierte GEC-Marconi Radar and Defence Systems mit der Avionik-Abteilung von Alenia Difesa zur Alenia Marconi Systems (AMS). 1999 entstand aus British Aerospace und den restlichen Militärtechnikteilen von GEC (Marconi Electronic Systems) der neue Konzern BAE Systems. BAE Systems und Finmeccanica hielten von 1999 bis 2005 die Anteile von Alenia Marconi Systems.
Am 3. Mai beschlossen Finmeccanica und BAE Systems mit der Eurosystems Transaction die Auflösung von AMS. Der Großteil wurde von Finmeccanica übernommen, das verschiedene Unternehmen mit der Bezeichnung „SELEX“ bildete, darunter SELEX Sistemi Integrati, SELEX Communications und SELEX Sensors and Airborne Systems.
Der Finmeccanica-Anteil an SELEX Sensors and Airborne Systems belief sich zunächst auf 75 Prozent. Im März 2007 übernahm Finmeccanica von BAE Systems für 400 Millionen Euro die restlichen 25 Prozent und benannte das Unternehmen danach in SELEX Galileo um. Im Vereinigten Königreich firmierte es unter SELEX Galileo Ltd, in den USA unter SELEX Galileo Inc und in Italien unter SELEX Galileo S.p.A.
SELEX Galileo ging am 1. Januar 2013 mit SELEX Elsag und SELEX Sistemi Integrati in SELEX ES auf.